# Antropolingwistyka
Antropolingwistyka, lingwistyka antropologiczna, językoznawstwo antropologiczne – dyscyplina naukowa zajmująca się badaniem ewolucji myślenia, a dokładniej rozwoju ludzkiego rozumowania z punktu widzenia odzwierciedlenia tego procesu w języku jednostki, szczególnie w słownictwie.
Przeprowadzone w ciągu ostatnich lat badania ewolucji różnych dziedzin wiedzy, znajdujących odbicie w historycznym rozwoju słownictwa wskazują na to, że charakter myślenia był odmienny na różnych stadiach rozwoju zdolności myślowych człowieka.
Przy badaniu ewolucji dziedzin wiedzy możemy wydzielić trzy etapy ich rozwoju:
- Etap przednaukowy – operuje wyobrażeniami i potocznymi pojęciami,
- Etap protonaukowy (wczesny, prymitywno-naukowy) – operuje wyobrażeniami wyspecjalizowanymi, nazwy których są prototerminami,
- Etap naukowy – etap ten operuje pojęciami i terminami jasno zdefiniowanymi dla danej nauki.

Poprzez porównanie synchronicznych stanów terminologii postrzeganych jako sposób formalizacji poszczególnych systemów pojęć przypisywanych różnym epokom chronologicznym, możliwe jest ustalenie tempa rozwoju wybranego fragmentu pojęciowego obrazu świata, jego ilościowych i jakościowych odmian historycznych, etapów specjalizacji i tworzenia gałęzi poszczególnych dyscyplin naukowych. Może to posłużyć jako podstawa do badań mających na celu określenie przyczyn i warunków sprzyjających pogłębianiu wiedzy. To podejście tworzy też możliwość dokonania rekonstrukcji historycznego stanu i tendencji rozwoju danej kultury.
Koncepcja antropolingwistyki została przedstawiona na międzynarodowej konferencji „Język i kultura” w Białymstoku w 2004 roku, gdzie uczeni z Danii, Niemiec, Polski, Rosji, Ukrainy i Wielkiej Brytanii, pracujący w dziedzinie leksykologii, terminoznawstwa oraz lingwistyki kognitywnej i porównawczej, podpisali „Manifest Białostocki”, w którym zostały określone przesłanki dla pojawienia się i podstawowe cechy antropolingwistyki. W tym samym roku powstała też Białostocka seria antropolingwistyki (pierwszy tom – Language and Culture: Establishing foundations for anthropological linguistics). W następnym roku został wydany pierwszy podręcznik pt. Podstawy antropolingwistyki (w języku rosyjskim).

## Niektóre założenia antropolingwistyki
1. Ogólną tendencją w rozwoju mentalności człowieka, który następuje wraz z postępem i pojawianiem się nowych dziedzin nauki, jest specjalizacja. Specjalizacja wiedzy wiąże się ze specjalizacją znaczeń wyrazów poprzez wprowadzanie nowych elementów leksykalnych. Cały postęp cywilizacji (rozwój człowieka, czy też rozwój wiedzy, kultury) może być postrzegany jako ciągły proces pozbywania się synkretyzmu semantycznego.
2. Ogólna zasada teorii ewolucji, według której ontogeneza jest powtórzeniem filogenezy, może być zastosowana zarówno w przypadku ewolucji ludzkiego rozumowania i mentalności, jak i w przypadku języka. Działa to w obie strony: na podstawie filogenezy można (mniej lub bardziej dokładnie) przewidzieć rozwój dziecka i jednocześnie można przenieść niektóre cechy rozwoju dziecka na potencjalne cechy człowieka na różnych etapach ewolucji. Istniejące dane, odnoszące się do badań rozwoju umysłowego dzieci, odzwierciedlonego we wzroście objętości słownictwa, wskazują na podobieństwo wczesnych etapów rozwoju leksykalnego obrazu świata u dzieci i całej ludzkości. Silna uczuciowość w połączeniu z prostym sposobem myślenia, szybkie przechodzenie z jednego stanu emocjonalnego do następnego, brak hamulców psychicznych – to wszystko można znaleźć w zachowaniach dorosłych ludzi, które zostały opisane w średniowiecznej i renesansowej literaturze oraz w kronikach historycznych.
Podobieństwo rozwoju psychicznego odbija się nie tylko w słownictwie. W języku staroangielskim nie było czasu przyszłego, co wskazuje na brak odpowiedniego pojęcia, a według danych psychologii
dzieci w trzy lata dobrze rozumieją znaczenie wyrazów „dziś” i „wczoraj”, ale nie wiedzą, co to „jutro” (Strelau, 2000).
Podstawowe cechy początkowego etapu myślenia – myślenia naiwnego (odzwierciedlonego w najstarszych warstwach leksyki) u ludzkości i u dzieci pokrywają się: w obu istnieje mglistość i synkretyzm znaczenia słów, brak ścisłych klasyfikacji naukowych, uściślenie i przegrupowanie znaczeń w procesie opanowywania nowej leksyki. Najstarszy, początkowy rodzaj rozumowania, tak zwany naiwny (ang. naive), posługuje się potocznymi wyrazami dnia codziennego i związkami frazeologicznymi, co świadczy o tym, że opiera się on na tzw. mądrości życiowej i zdrowym rozsądku, oraz operuje codziennymi ogólnymi wyobrażeniami. Te wyobrażenia, sądząc po znaczeniu słów, miały płynny i ogólny charakter. Angielskie słowo apple (jabłko) na początku było używane w odniesieniu do każdego rodzaju owocu, a nawet warzyw, co można zauważyć w takich słowach, jak niem. apfelsine (pomarańcza - dokładnie: chińskie jabłko), fr. pomme de terre (ziemniaki - dokładnie: jabłko ziemne), wł. pomo d’oro (pomidor – dokładnie: złote jabłko), pomarańcza (wł. pomo = jabłko + arancia = pomarańcza). Można to wytłumaczyć faktem, iż jabłko było pierwszym owocem odkrytym przez człowieka i w konsekwencji każdy rodzaj owocu czy warzywa był nazywany ‘apple’; rozróżnienie przyszło znacznie później i wtedy też powstało zapotrzebowanie na nowe słowa. Tego rodzaju fakty mogą posłużyć odtworzeniu kolejności, w jakiej różne przedmioty i czynności były odkrywane czy też nabywane przez człowieka, podczas gdy nie ma na to żadnych innych dowodów.
Stwarza to też możliwość ustalenia poziomu intelektualnego rozwoju człowieka czy też poziomu dojrzałości umysłowej człowieka (w odniesieniu do obecnego wieku osiągania dojrzałości) w poszczególnych okresach historycznych. W następnej kolejności pozwala określić bardziej precyzyjnie motywy i pobudki, które przyczyniły się do konkretnych działań i zachowań ludności, odkryć prawdziwe znaczenie i przesłanie tekstów historycznych i ogólne zasady ludzkiego rozumowania.
Ustalenie etapowego (stadialnego) charakteru rozwoju mentalności człowieka w trakcie powstania współczesnej cywilizacji stwarza uzupełnienia ogólnej teorii ewolucji oraz możliwości wielokierunkowego dokładnego zbadania stopnia rozwoju mentalności człowieka w różnych okresach ewolucji.
Antropolingwistyka związana jest z takimi dziedzinami wiedzy, jak: antropologia, historia nauki i techniki, psychologia rozwoju człowieka, psychologia wychowawcza (ponieważ nauczanie może być uznane za specyficzny proces wzrostu wiedzy), psychologia poznawcza (czyli psychologia kognitywna), epistemologia, psychologia narodowa, etnolingwistyka, lingwistyka kognitywna i kulturoznawstwo.